# O記實錄II
《O記實錄II》（英語：The Criminal Investigator II）是香港電視廣播有限公司拍攝製作的時裝警匪劇集，全劇共30集，監製戚其義，此劇為《O記實錄系列》第二輯及無綫電視29週年台慶劇，結局篇一周平均收視為30點。

## 故事大綱
承接上集，OCTB（有組織罪案及三合會調查科）繼續全力打擊消滅各種有組織罪案。主角王志淙（黃日華飾）榮升督察後，因昔日拍檔警長林永泰（陳錦鴻飾）移居澳洲，便夥拍己組主管警司陳桂（蔡國權飾）繼續執行職務。
　　志淙前往加拿大協助調查案件，結識從香港借調加拿大皇家騎警的梁家偉（羅嘉良飾），雙方為案件出現分歧之際，志淙愛妻伍頌蓮（郭可盈飾）在美國不幸遇上交通意外事故，客死異鄉。志淙悲慟不已，而與此同時，志淙在加拿大認識了樂觀動人的導遊方小芳（黎姿飾）。
　　志淙在加拿大調查案件後，返回香港被調往刑事情報科作短期工作，之後再被調回OCTB工作，卻得悉OCTB主管警司桂已經離職，而接任OCTB新任主管的是曾經在加拿大與自己多次爭執的家偉。
　　志淙與家偉不只在公事上意見不合，而兩人在情場上也為追求小芳而成為競爭對手。而與此同時，永泰從澳洲回流香港再當警察，志淙以為可與永泰二人一起合力對抗家偉，但永泰與妻子王明慧（趙學而飾）正鬧分居。其中涉及第三者竟是......

## 演員表

### 王家
| 演員   | 角色     | 簡要介紹 |
| 黃日華 | 王志淙   | O記幫辦（IP11714） 王康貴、王黎潔如之子 王明慧之兄 林永泰之同事兼舅仔 伍頌蓮之舊同學兼丈夫 伍頌蓮去世後，被何鎮洋暫調情報科，陳桂離職後重返A組，但與上司梁家偉不合，屢現矛盾 與方小芳親近，後為伴侶 在楊達榮謀殺案中為助阮文琪復仇，知情不報 于第30集因朱日隆被知情不報案提早退休，決定自首，但遭梁家偉及何鎮洋阻止 與吳國兆槍戰中誤殺方小芳 吳國兆天敵 |
| 郭可盈 | 霍伍頌蓮 | Kenes 霍耀祖之前妻 王康貴、王黎潔如之家嫂 王明慧、林永泰之大嫂 王志淙之舊同學兼妻子，第二集於美國車禍身亡。 |
| 劉兆銘 | 王康貴   | 黎潔如之夫 王志淙、王明慧之父 伍頌蓮之老爺 林永泰之外父，移民加拿大。 |
| 白茵   | 王黎潔如 | 王康貴之妻 王志淙、王明慧之母 伍頌蓮之奶奶 林永泰之外母，移民加拿大。 |

### 林家
| 演員   | 角色     | 簡要介紹 |
| 陳錦鴻 | 林永泰   | O記沙展 林森、林何美瑛之子 樊亦珊之前男友 王明慧之夫(第28集因婚姻問題引致矛盾) 王志淙同事 服從梁家偉指示 移民澳洲，第10集重返警隊工作。 得悉伍立光遺失警槍，最後以「損毀理由」，暗中協助解決。 |
| 趙學而 | 王明慧   | Bonnie 慧慧 時裝設計師 王康貴、王黎潔如之女 王志淙之妹 GaryLambert之前女友 林永泰之妻 林森、林何美瑛之家嫂 第10集回港                                                                          |
| 蔡國慶 | 林森     | 退休CID 前尖沙咀分區刑事調查隊警長，何美瑛之夫 林永泰之父 王明慧之老爺，移民澳洲，後迴流香港出任保安工作。                                                                                     |
| 蘇杏璇 | 林何美瑛 | 林森之妻 林永泰之母 王明慧之奶奶，移民澳洲。 |

### 方家
| 演員   | 角色   | 簡要介紹 |
| 許紹雄 | 方世賢 | 護衛 Mary之女婿、方小芳、方小敏之父 與林森不和 |
| 梁舜燕 | Mary   | 前知名洋行大班秘書 Mary姐 退休人士 方世賢之岳母 方小芳、方小敏祖母                                                                                    |
| 黎姿   | 方小芳 | 導遊 Tammy Mary之外孫、方世賢之女，方小敏之姊 對王志淙有好感，並發生關係 曾被梁家偉追求，但拒絕 陳雞義妹。 在王志淙與吳國兆的槍戰誤中王志淙的流彈身亡 |
| 何超儀 | 方小敏 | CID Toby 前情報科探員，陳桂下屬 後調西九龍總區衝鋒隊、尖沙咀分區巡邏小隊 Mary之外孫、方世賢之女，方小芳之妹，與伍立光是同事，暗戀林永泰。             |

### 皇家香港警察
| 演員   | 角色      | 簡要介紹 |
| 黃新   | 警務處長  | 官邸內被劫持及爆竊，親自下令OCTB偵辦此案。 影射1990年警務處長李君夏官邸爆竊案。 |
| 黃日華 | 王志淙    | 參見王家 |
| 陳錦鴻 | 林永泰    | 參見林家 |
| 王偉   | 何鎮洋    | 總警司，有組織罪案及三合會調查課（OCTG，OrganisedCrime&TriadGroup）參事 下轄有組織罪案及三合會調查科（OCTB）及刑事情報科（CIB） 陳桂、梁家偉、王志淙等人上司，30集退休。 |
| 蔡國權 | 陳桂      | Jeff 警司，有組織罪案及三合會調查科A組主管 王志淙、林永泰、司徒文安、朱日隆、胡守法上司 因下屬司徒文安與女友余靖允發生關係，避免尷尬而選擇轉調情報科。 余靖允「女王訴亂倫案」中失誤時，陪伴余靖允，最終復合 為人謙和，與梁家偉領導風格迥異，但同為好上司，深得A組下屬愛戴 於李富千金綁架案中，偵破藏蔘地點，成功解救人質 |
| 羅嘉良 | 梁家偉    | Charles 警司，第2集外借加拿大皇家騎警，後接任有組織罪案及三合會調查科A組主管 何鎮洋下屬，王志淙、林永泰、司徒文安、朱日隆、胡守法、伍立光、楊逸辰上司。 常和王志淙因辦案方式不同而爭執，但能忍讓，是個好上司 喜歡方小芳，娶了陳善美，還是無法忘記方小芳，方小芳死後才真心和陳善美做夫妻 黃游天敵 於第30集，就王志淙誤殺方小芳的科內特別會議時主張避重就輕，必要時隱瞞真相，避免王志淙承受過多的打擊 結局於王志淙接受聆訊前對談，暗示自己為其說謊，並贈一句「再問自己是否一個好警察」，以挽留王志淙。 |
| 馬德鐘 | 司徒文安  | 司徒 陳桂、梁家偉、王志淙下屬，A1-1組組員。 與余靖允發生不倫關係導致陳桂調往情報科，後毆打犯人導致先後調職西九龍總區衝鋒隊及尖沙咀分區巡邏小隊 阻止黃游槍殺梁家偉，成功擊斃黃游 與余靖允年齡及相處上矛盾太多，最終分手收場 在梁家偉爭取下，重返A1-1組 于第30集得悉伍立光遺失警槍，與林永泰一同暗中幫忙配合解決 |
| 韋家雄 | 伍立光    | 光仔 陳桂、梁家偉、王志淙下屬，A1-1組組員。 新紮師兄，伍頌蓮之弟，後因得罪吳國兆，被其戲弄遺失警槍，于第30集得林永泰暗中幫忙，以行動損毀理由得到解決。 |
| 虞天偉 | 朱日隆    | 隆叔 陳桂、梁家偉、王志淙下屬，A1-1組組員。 因阮文琪事件知情不報，被迫提早退休。 |
| 沈寶思 | 胡守法    | 貓屎 陳桂、梁家偉、王志淙下屬，A1-1組組員。 |
| 戴耀明 | 楊逸辰    | 阿辰 陳桂、梁家偉、王志淙下屬，A1-1組組員。 |
| 曾健明 | Macro     | 警司，新任有組織罪案及三合會調查科C組主管 |
| 陸應康 | 劉sir     | 警司，前任有組織罪案及三合會調查科C組主管 |
| 黃成想 | 譚Sir     | Eric 警司，有組織罪案及三合會調查科B組主管 於30集因王志淙誤殺方小芳的科內特別會議時，主張將真相告知公眾，同時對王志淙處分，以避免警隊聲譽進一步受損。 |
| 李煌生 | 李Sir     | Kevin 警司，有組織罪案及三合會調查科D組主管 |
| 華忠男 | 彭國昌    | 油尖警區反黑組警長，嫖客，被Sting殺死。 |
| 何浩源 | 車仔      | 西九龍總區衝鋒隊警長 |
| 曾保華 | 曾Sir     | 高級警司，西九龍總區重案組主管，梁家偉前拍檔，五年前與梁家偉一起拘捕黃游，後被黃游暗殺。 |
| 張旭燊 | 副指揮官  | 高級警司，西九龍總區行動副指揮官，主持記者招待會。 |
| 劉永晉 | Joe       | 情報科跟蹤組警員 |
| 劉永健 | 阿志      | 情報科跟蹤組警員 |
| 麥少華 | 阿華      | 西九龍總區衝鋒隊警員 |
| 關菁   | 黎恩東    | 警司，內部調查科內部調查課主管，調查王志淙及朱日隆妨礙司法公正與知情不報案件。 |
| 魏惠文 | 馬志良    | 高級督察，內部調查科內部調查課港島助理主管，調查王志淙及朱日隆妨礙司法公正與知情不報案件。 |
|        | Mr.Edison | 高級督察，內部調查科內部調查課助理主管，調查王志淙及朱日隆妨礙司法公正與知情不報案件。 |
| 何超儀 | 方小敏    | Toby，見方家。 |

### 楊達榮犯罪集團
| 演員   | 角色   | 簡要介紹 |
| 金興賢 | 楊達榮 | 表面為商人，實為軍火走私集團首腦 楊燕萍親父 於1985年在楊燕萍面前，殺害前妻，並埋屍。 Michelle之夫 殺害方耀平、Michelle、曹輝、楊燕萍 被阮文琪假冒楊燕萍指證，後入獄 30集因探員朱日隆懷疑知情不報，準備上訴 |
| 曹眾   |        | 楊達榮妻，有一子 于第三集被楊達榮派的殺手槍殺在街上 |
| 曹濟   | 方耀平 | 楊達榮助手 于第一集被楊達榮殺害全家。 |
| 蘇志威 | 曹輝   | 楊達榮前手下，加拿大黑幫份子 經王志淙保護及游說，答應合作指證楊達榮 離開加拿大前，於機場被楊達榮派來的手下槍殺                                                                                             |
| 方傑   |        | 楊達榮辯護律師 |

### 港澳噴射船械劫集團
| 演員                   | 角色                                       | 簡要介紹 |
| 鄭君熾                 | 羅鐵堅                                     | 澳門司法警察司刑事偵查員 曾外調接受澳門治安警察廳特別行動組訓練。 策劃港澳噴射船劫案，於香港被捕。 為人正直，愛護妻室，但為兒子升學決定犯案。 影射1996年東星號大劫案主謀胡樹祥。 |
| 麥子雲                 | 梁榮照                                     | 梁炳 古惑仔，中山人 涉毒品交易案，後逃脫 參與噴射船劫案，因不慎手機被掉換，致出現破綻。 被圍捕時逃跑，失足摔死。 影射1996年東星號大劫案執行人梁炳照。                            |
| 郭紹恆、王春松、蔡堅成 | 執行港澳噴射船劫案的旗兵，被中國公安捕獲。 | 執行港澳噴射船劫案的旗兵，被中國公安捕獲。 |

### 紙包飲料迷魂劫案集團
| 演員   | 角色   | 簡要介紹 |
| 王偉樑 | 馬志豪 | 前懲教署一級懲教助理 於獄中得囚徒教授迷魂藥施放技巧 策劃紙包飲料迷魂劫案，引起香港社會恐慌，並意外迷魂一名CID，將佩槍奪走，之後開始以「獨行俠」形式，多次持槍械劫銀行與路人。 深愛Jade，為其還債選擇犯案，被多次欺騙仍然選擇滿足其需要。 於電台被圍捕，盛怒中槍殺Jade，再於現場警員面前假意拔槍，任其槍殺以求與Jade同歸於盡。 |
| 陳楚翹 | Jade   | 妓女 馬志豪的女友，多次利用馬志豪取得金錢。 隱瞞馬志豪繼續接客工作。 得悉馬志豪犯案後，與警方合作，於電台引馬志豪出動。 被馬志豪槍殺。 |
| 林劍峰 | 波仔   | 馬志豪友人，與馬志豪合作紙包飲料迷魂劫案，後不滿馬志豪奪走CID佩槍及持槍行劫手法，選擇隱退。 |
| 黃建峰 | 大B    | 馬志豪友人，與馬志豪合作紙包飲料迷魂劫案，後不滿馬志豪奪走CID佩槍及持槍行劫手法，選擇隱退。 |

### 公和社
| 演員   | 角色   | 簡要介紹 |
| 谷峰   | 洪坤   | 公和社叔父 洪勝、洪豐、洪華之父 掌管公眾碼頭、香港仔一帶特種行業。 遭進樂社堂主傻標陷害販毒，被捕時心臟病發；令洪勝決定向進樂社報復，最後勸降洪勝。 |
| 羅莽   | 洪勝   | 洪坤長子 性格剛烈，易衝動。 主張對進樂社動武。 得悉優標陷害父親販毒後，決定向進樂社報復，將傻標斬至重傷，同時被警方圍捕，得洪坤勸降。               |
| 戴少民 | 洪豐   | 洪坤次子 性格冷靜，為社團會計。 主張用計對付進樂社。 遭進樂社堂主傻標陷害販毒，被捕。                                                               |
| 陸希揚 | 洪華   | 洪坤幼子 性格溫和。 被陷害，於赤柱監獄服刑。 |
| 楊炎棠 | 師爺展 | 公和社成員 社團白紙扇 |
| 艾威   | 蘇強   | 公和社成員 洪坤手下，多年元老 被梁家偉設計，令洪坤誤以為其叛變。 為人重義氣，最後選擇自殺表白。                                                     |

### 進樂社
| 演員           | 角色     | 簡要介紹                                                                                        |
| 李兆基         | 傻標     | 進樂社堂主 針對公和社及洪坤，欲爭奪香港仔方面及碼頭利益 陷害洪坤販毒 被洪勝報復追殺，斬至重傷。 |
| 溫文英、孫恩明 | 傻標手下 | 傻標手下                                                                                        |

### 李富千金綁架集團
| 演員          | 角色 | 簡要介紹 |
| 李衛民/李煒祺 | 海   | 綁架集團主謀 另涉WendyWong性侵勒索案。 綁架李富千金。 欲再次勒索時被捕，被司徒文安於醫院內打傷，間接導致死亡。 |
| 鄒集城        | 力   | 綁架案參與人 後被捕。                                                                                          |
| 崔健          | 南   | 綁架案參與人 後被捕。                                                                                          |

### 金行爆竊集團
| 演員   | 角色       | 簡要介紹 |
| 雷宇揚 | Thomas     | 集團首腦 阮文琪男友。 擅長高智商犯罪，為人冷靜，具大局觀。 因誤會阮文琪和王志淙聯合害他去偷假黃金，槍殺阮文琪，逃往加拿大。 於加拿大另涉案件，被捕返港入獄，刑期十年。 因阮文琪關係，為復仇及減刑，向內部調查科舉發朱日隆及王志淙於楊達榮謀殺案涉嫌知情不報。 在獄中與來訪的王志淙會面，被告知真相，知悉自己誤會阮文琪。   |
| 彭子晴 | 阮文琪（Jennifer） | 楊燕萍友人，一同於加拿大長大。 本為越南難民，全家因越戰死亡，獲政治及人道理由前往加拿大定居。 為替楊燕萍報仇，冒用楊燕萍得身分去指證楊達榮殺妻，但亦因楊燕萍乃加拿大非法居民而被逮解返港。 後在港偽裝保險經紀，為李國彬簽署保單而出賣身體，實為Thomas女友，協助其取得金行情資。 因與王志淙之關係，被Thomas誤會背叛而槍殺。 |
| 蔣克   | Mac        | 集團成員 Thomas助手 擅長高智商犯罪及行動作業。 於王志淙偵破案件前，成功離開香港，前往加拿大。 |
| 張俊華 | Bobby      | 集團成員 Thomas助手 擅長高智商犯罪及證件操作。 於王志淙偵破案件前，成功離開香港，前往加拿大。 |
| 王維德 | Stone      | 集團成員 Thomas助手 擅長高智商犯罪及機械作業。 於王志淙偵破案件前，成功離開香港，前往加拿大。 |
| 李耀敬 | 李國彬     | 李興盛金行少東 本打算設計將假鑽石放置本行，利用他人爆竊，以領取龐大的保險金。但另一邊卻被Thomas突襲盜取行內假貨，結果成功嫁禍Thomas之餘，並能將真正鑽石據而己有，大勝而退。 曾與王志淙結怨。 |

### 黃游械劫集團
| 演員   | 角色 | 簡要介紹 |
| 麥長青 | 黃游 | 械劫集團首腦 槍擊要犯，曾兩度成為全港頭號通緝犯。 性剛愎，報復心極強。 曾被曾sir及時任見習督察梁家偉捕獲，入獄五年，故立誓復仇。 於馬路以「大頭佛」形式暗殺曾Sir。 前後三次犯案，率領數名福建旗兵，殺傷多名警務人員，並兩次逃脫成功。 擅長安置炸藥，於首次行動，就成功安置炸藥炸死數名警務人員，後再於警察總部以同樣方式，企圖炸死梁家偉，惟失敗。 曾因肥強中槍，帶往診所就醫，因醫生護士無法處理而將之一同殺害。 形象百變，令警方極為頭痛。 曾監視追蹤OCTB行動，發現梁家偉與方小芳關係，遂選擇於方小芳任職旅行社安置炸彈，並成功引爆，炸傷多名旅行社職員，但因方小芳適時躲於檯底，逃過大難。 趁梁家偉前往尖東處理爆炸案時，狙擊梁家偉，但因梁家偉身穿防彈衣，失敗。 最後欲趁人群混亂之際槍殺梁家偉，被趕來的司徒文安所殺。 |
| 鄭家生 | 肥強 | 械劫集團接頭人 後中槍受傷，為免後患，為黃游槍殺。 |

### 福海盟
| 演員   | 角色 | 簡要介紹 |
| 沈威   | 陳雞 | 臺灣福海盟大老 臺南人，祖籍四川 為人守舊，重義氣，欣賞方小芳，本想認她作乾妹妹。 統領臺灣、中國、香港大量特種行業業務，勢力龐大。 在港委託洪聯代理假鈔業務。 發現洪聯堂主石灰違約，將其殺害。 被吳國兆設計殺害分屍。                                |
| 徐忠信 | 旭   | 福海盟成員 臺灣人 陳雞手下 於酒樓被吳國兆派人暗殺，大難不死。 得悉陳雞被殺後，聯絡福海盟大量成員來港復仇，但於誓師大會，被梁家偉阻止，引發大戰。 拒捕過程中成功搶走伍立光「佩槍」，並將「佩槍」指向林永泰，但因佩槍僅為一玩具，無法發射，最終被捕。 |
| 孫大龍 | 小章 | 福海盟成員 接受石灰指使，暗地加印假鈔。 被陳雞執行家法。 |

### 洪聯
| 演員           | 角色                 | 簡要介紹 |
| 梁少狄         | 石志成               | 石灰 洪聯堂主 為人「縮骨」，怕死。 在港接受福海盟委託，合作代理假鈔業務。 聽從吳國兆獻計，暗地違約加印假鈔，但立即被陳雞識破。 本打算出賣吳國兆以保存性命，但被阿旭執行江湖規矩格殺之。 |
| 陳榮峻         | 吳國兆               | Teddy 前有組織罪案及三合會調查科A1-1組主管，高級督察。 洪聯白紙扇，後為堂主，及律師事務所「師爺」。 石灰手下。 何鎮洋、陳桂前下屬，王志淙、胡守法、朱日隆、林永泰前上司 因串謀行劫、盜用公款被捕，但獲法庭以「精神失常」為理由輕判，還押小欖精神科監獄接受治療，一年半後獲釋，由張惠玲追蹤治療（參見O記實錄）。 曾獻計石灰，但被陳雞識破，大難不死。 看似效忠石灰，但實際上為借刀殺人之計，先待石灰為陳雞所殺，再以報復為由殺害陳雞，將陳雞分屍，把陳雞的各屍首亂遺棄，而頭則冰在冰箱中；另一方面暗殺阿旭，瓦解及接收福海盟於香港的財產與勢力。 多次以自身經驗、能力與心理戰，瓦解情報科、有組織罪案及三合會調查科對其進行之工作，令陳桂、梁家偉、王志淙等人陷於困境。 戲弄伍立光，將其警槍盜去，秘密投落大海。 為對付王志淙，曾指使曾任王志淙線人的亞超，向其行賄，同時致電廉政公署以解決王志淙，但被王志淙及梁家偉用計反擊。 亞超選擇與警方合作後，準備逃命，把陳雞的頭也一併帶走，但被張惠玲發現，便將張惠玲殺害分屍。 綁架方小芳，逼使王志淙槍殺梁家偉，失敗。 最後被王志淙及梁家偉槍殺。 |
| 張漢斌         | 亞超                 | 洪聯四九 曾任王志淙線人。 接受吳國兆指使，向其行賄，但被王志淙及梁家偉用計反擊。 選擇與警方合作。 |
| 黃仲匡、何掌君 | 洪聯四九的石灰手下。 | 洪聯四九的石灰手下。 |
|                |                      | |

### 其他演員
- 林漪娸飾余靖允（律師，美式作風，對感情是喜歡就去爭取，沒感覺了就離開。在和陳桂、司徒文安交往期間，劈腿在兩人之中）
- 陳妙瑛飾陳善美（Louisa，梁家偉妻）
- 唐葳娜飾平妻
- 李慧萍飾周虹汶
- 陳向瑩飾Sandy
- 刘美珊飾筠
- 區紹偉飾小克
- 黃天鐸飾BenYip
- SamuelCarr飾保鏢
- 姚瑩瑩飾楊燕萍（Jennifer）(楊達榮女，與阮文琪使用同一加拿大戶籍。第二集被楊達榮派的殺手殺死)
- 河國榮飾Gary（林仔）
- 黃振寧飾記者
- 麥嘉倫飾記者
- 可心飾記者
- Tony飾咸濕鬼佬
- 龍志成飾蓮父
- 溫雙燕飾蓮母
- 梁欽棋飾沈永昌
- 陳金培飾殺手
- 黃煒林飾山
- 陳勉良飾仁
- 游飆飾虎
- 何璧堅飾溫伯
- 區嶽飾棠叔
- 凌漢飾三叔
- 林嘉麗飾羅鐵堅妻
- 譚一清飾葉勝天
- 飾陳炳釗
- 羅君左飾Ray
- 郭卓樺飾添少（大耳窿）
- 雷穎怡飾Mimi
- 卓凡飾Paul
- 陸婉芬飾小姐
- 伍慧珊飾芳同事
- 李穎飾艾筠
- 鄭瑞曉飾攝影師
- 鍾潔儀飾強妻
- 羅祥飾盲公陳（風水師）
- 陳鳳冰飾盲公陳助手
- 湯寶如飾陳麗瑩（Emily）(王志淙舊同學，為了男友去做妓女)
- 薛純基飾陳麗瑩父
- 余慕蓮飾陳麗瑩母
- 李志偉飾古惑仔
- 黃小龍飾曾保華(Sting,Bartender，暗戀陳麗瑩，殺了很多變態的鏢客)刺傷王志琮，後被其槍殺。
- 黃鳳瓊飾（化名，淫媒）後被捕
- 梁詠琳飾被海強姦，並拍下裸照勒索
- 黎秀英飾楊太（受害人母親）
- 許思敏飾受傷途人
- 劉倩怡飾張惠玲（醫生）吳國兆心理醫生，後被吳國兆分屍
- 羅貫峰飾海關
- 鄧汝超飾醫生
- 郭德信飾李富
- 劉桂芳飾李富太太
- 陳燕航飾萍
- 孫季卿飾看更
- 盧卓南飾傍友
- 林雪兒飾Ada
- 黃清榕飾Grace
- 湯盈盈飾Kit
- 朱樂輝飾男模
- 何英偉飾陳雞弟

## 重播
此劇于1998年8月13日至1998年9月4日，2003年8月20日至2003年10月9日在翡翠台，2015年4月在TVB經典台重播。

## 軼事
- 此劇是羅嘉良繼《皇家鐵馬》及《天地男兒》後，第三度參演警察角色。

## 外部連結
- 無綫電視官方網頁(TVBI)-O記實錄II
- 《O記實錄II》GOTV第1集重溫